# Oeleo
Oeleo (Oe-leu, Oeleu) ist ein osttimoresischer Suco im Verwaltungsamt Bobonaro (Gemeinde Bobonaro).

## Geographie

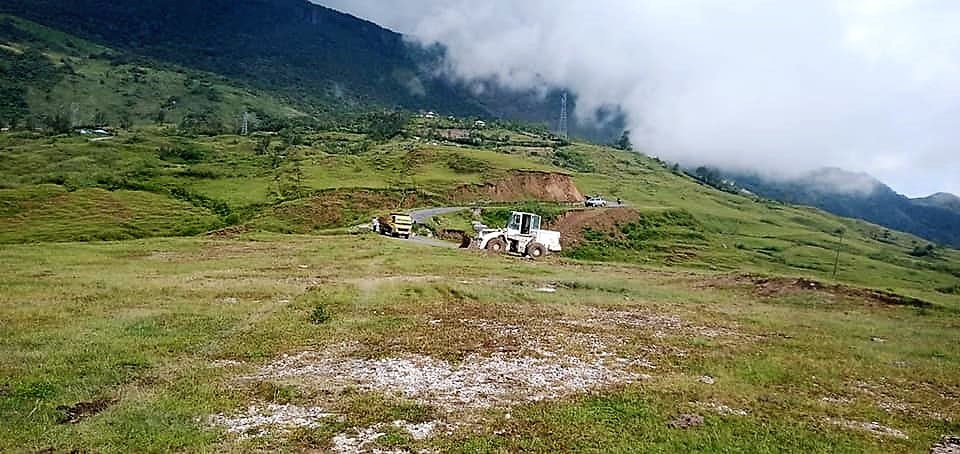
An der Straße nach Lolotoe

Der Suco liegt im Verwaltungsamt Bobonaro. Südlich befindet sich der Suco Tapo, südöstlich der Suco Ai-Assa und östlich der Suco Bobonaro. Im Nordwesten grenzt Oeleo an das Verwaltungsamt Maliana mit seinen Sucos Ritabou, Raifun Odomau und Tapo/Memo. An der Ostgrenze fließt der Laco, ein Nebenfluss des Loumea. Berge im Suco sind der Abendudatoi (Foho Dathoi, Datoi, 1792 m, Lage), der Peop (1037 m, Lage), der Holgipe (1074 m, Lage) und der Uso (1016 m, Lage).
Oeleo hat eine Fläche von 14,13 km² und teilt sich in die zwei Aldeias Mologuen (Mologueng) und Oeleo Taz.
Im Ort Oeleo, im Nordosten des Sucos, treffen die Überlandstraßen von Maliana, Bobonaro und Lolotoe aufeinander. Hier befindet sich auch der Sitz des Sucos. Westlich des Zentrums liegt das Dorf Nelgen und nördlich davon die kleine Siedlung Tasmil. Im Süden befindet sich an der Grenze zu Tapo das Dorf Mologuen.
In Oeleo und Nelgen gibt es Grundschulen. Südöstlich des Ortes Oeleo steht auf dem Holgipe eine Sendeanlage der Telemor.

## Einwohner
Im Suco leben 1.258 Einwohner (2022), davon sind 626 Männer und 632 Frauen. Im Suco gibt es 216 Haushalte. Über 90 % der Einwohner geben Bunak als ihre Muttersprache an. Etwa 5 % sprechen Kemak und kleine Minderheiten Tetum Prasa oder Habun.

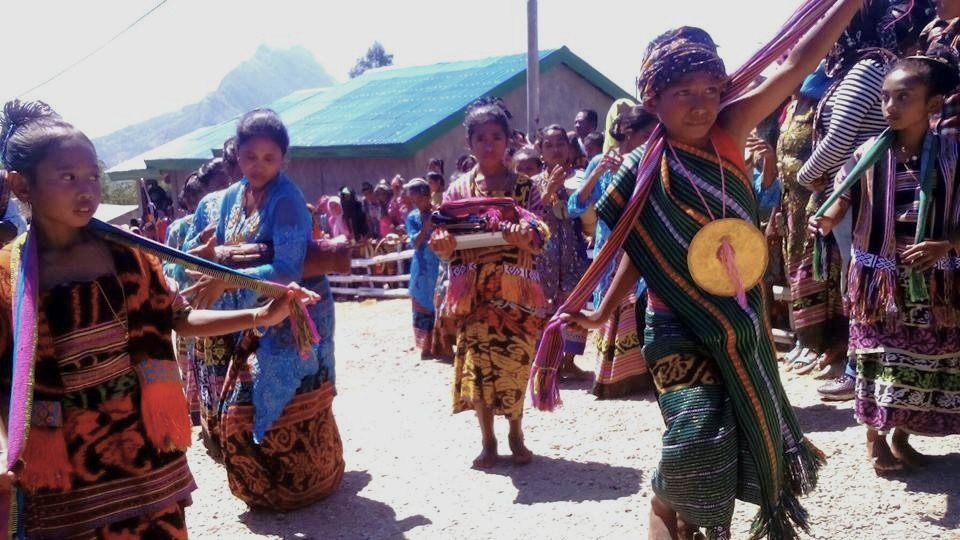
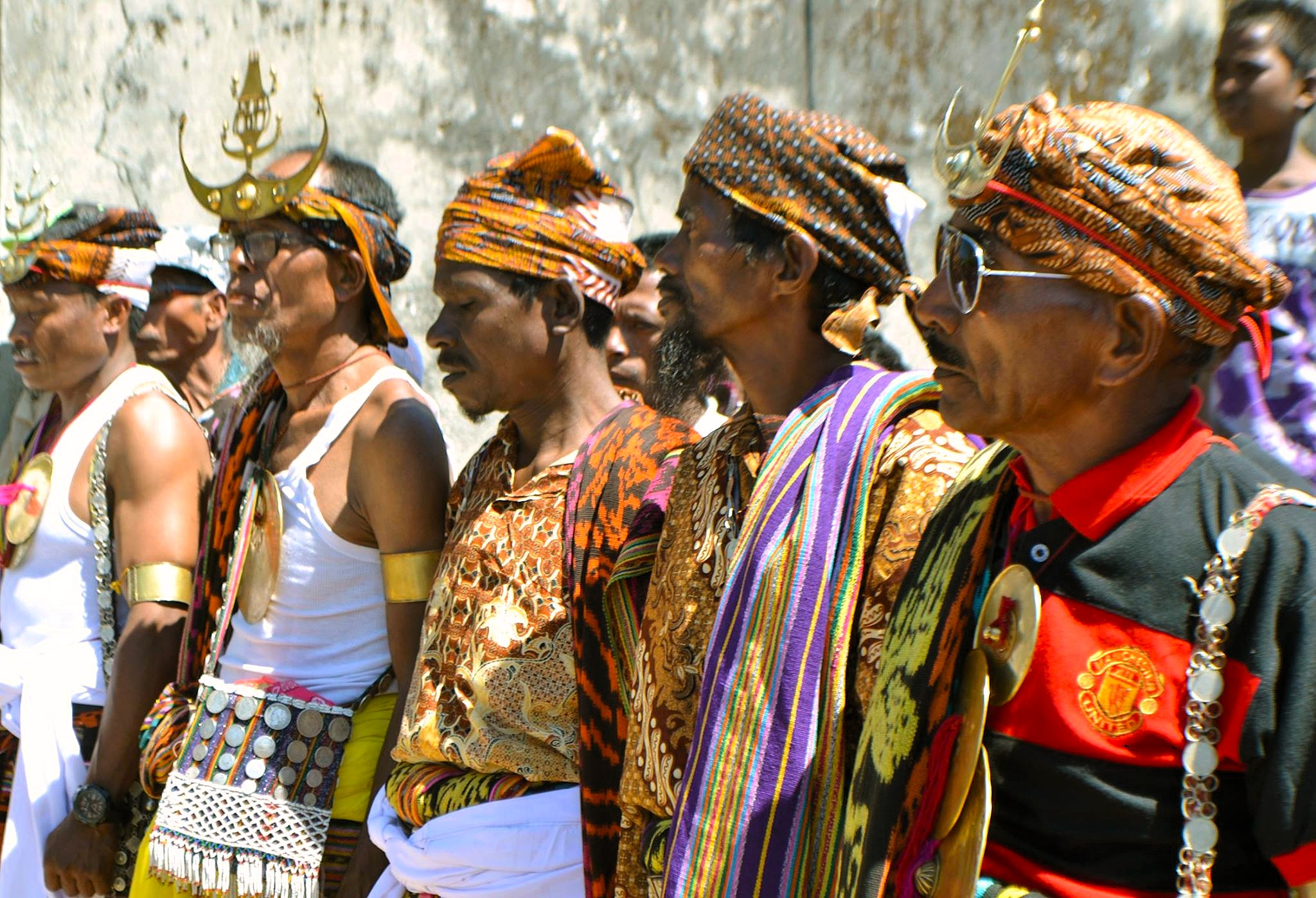
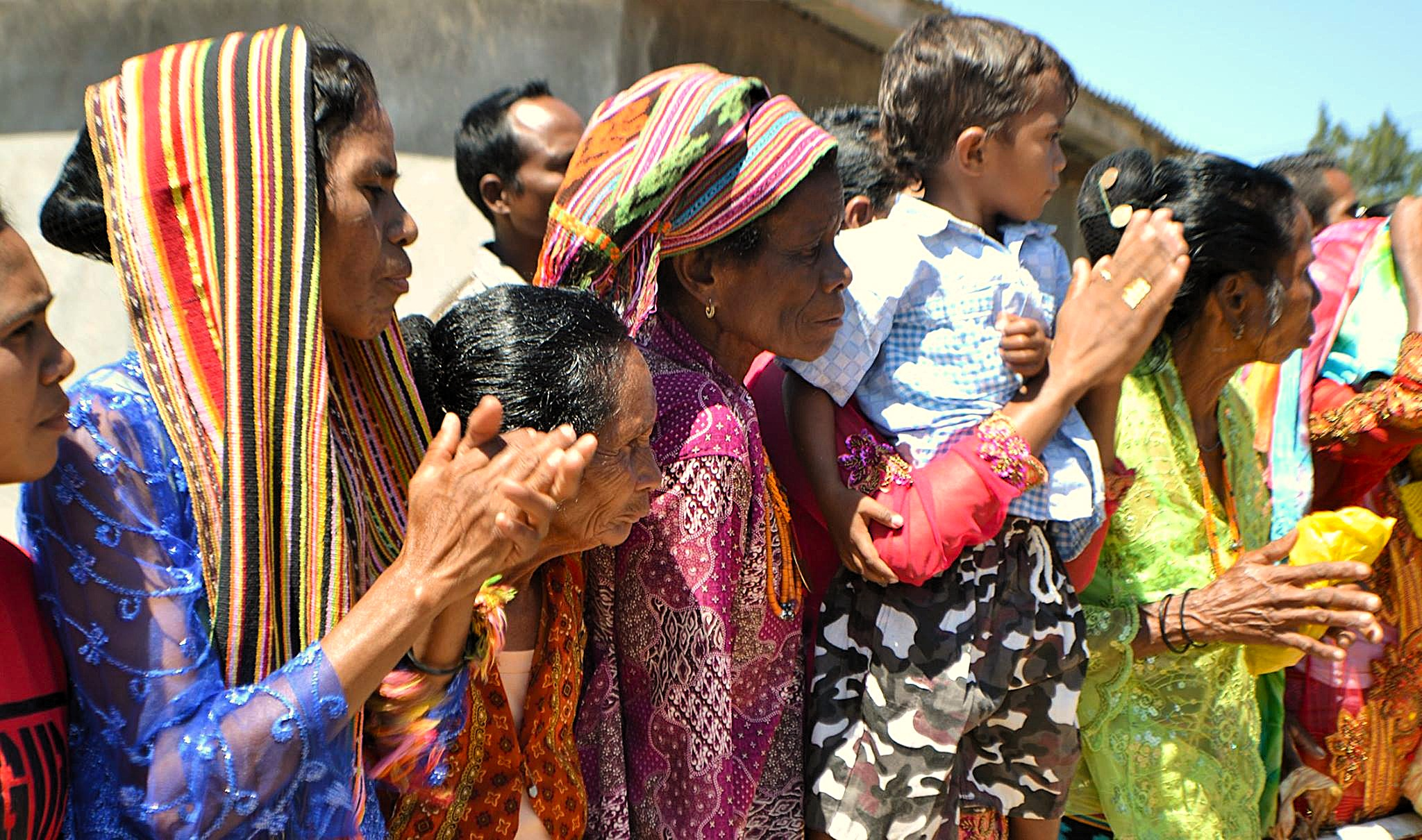

## Geschichte

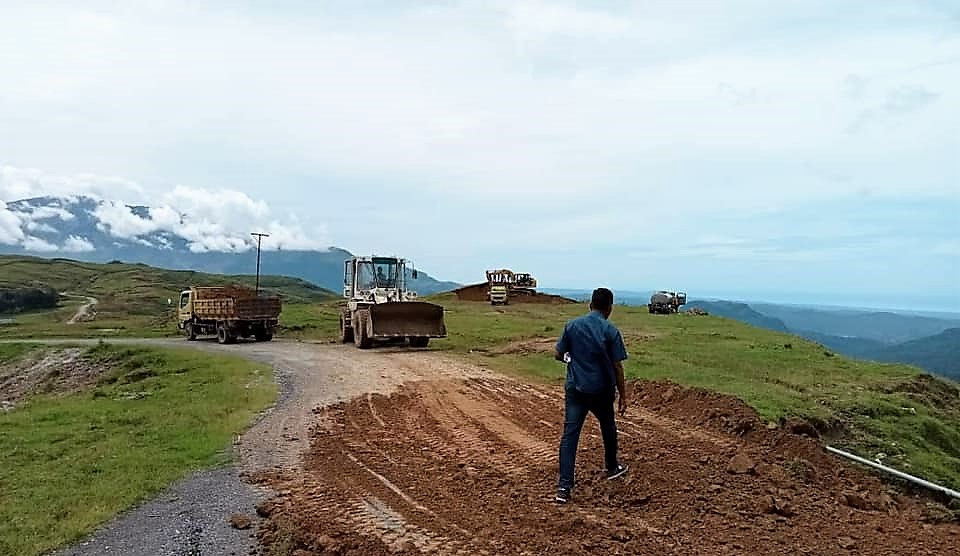
Straßenbauarbeiten in Oeleo

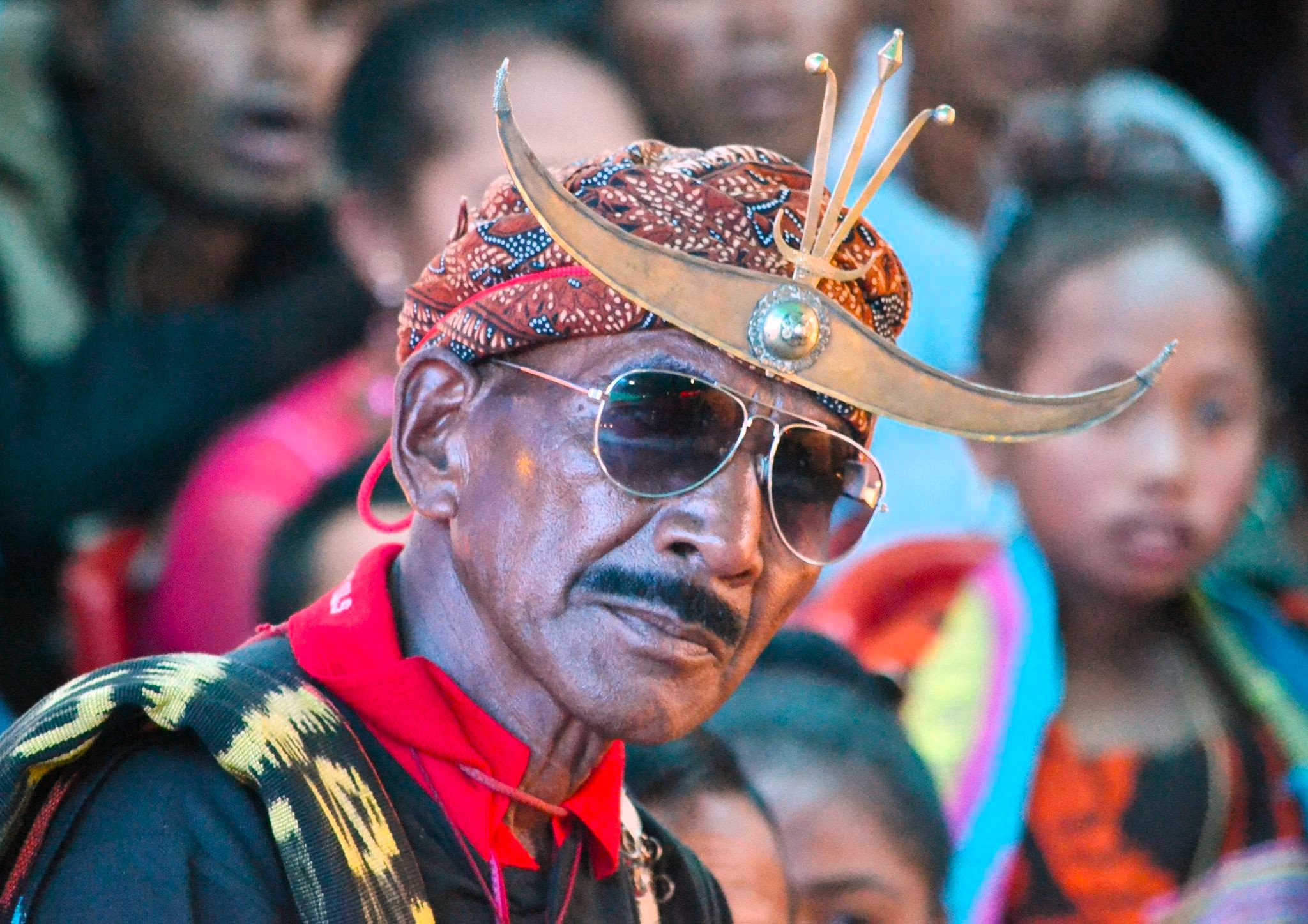
Dorfältester

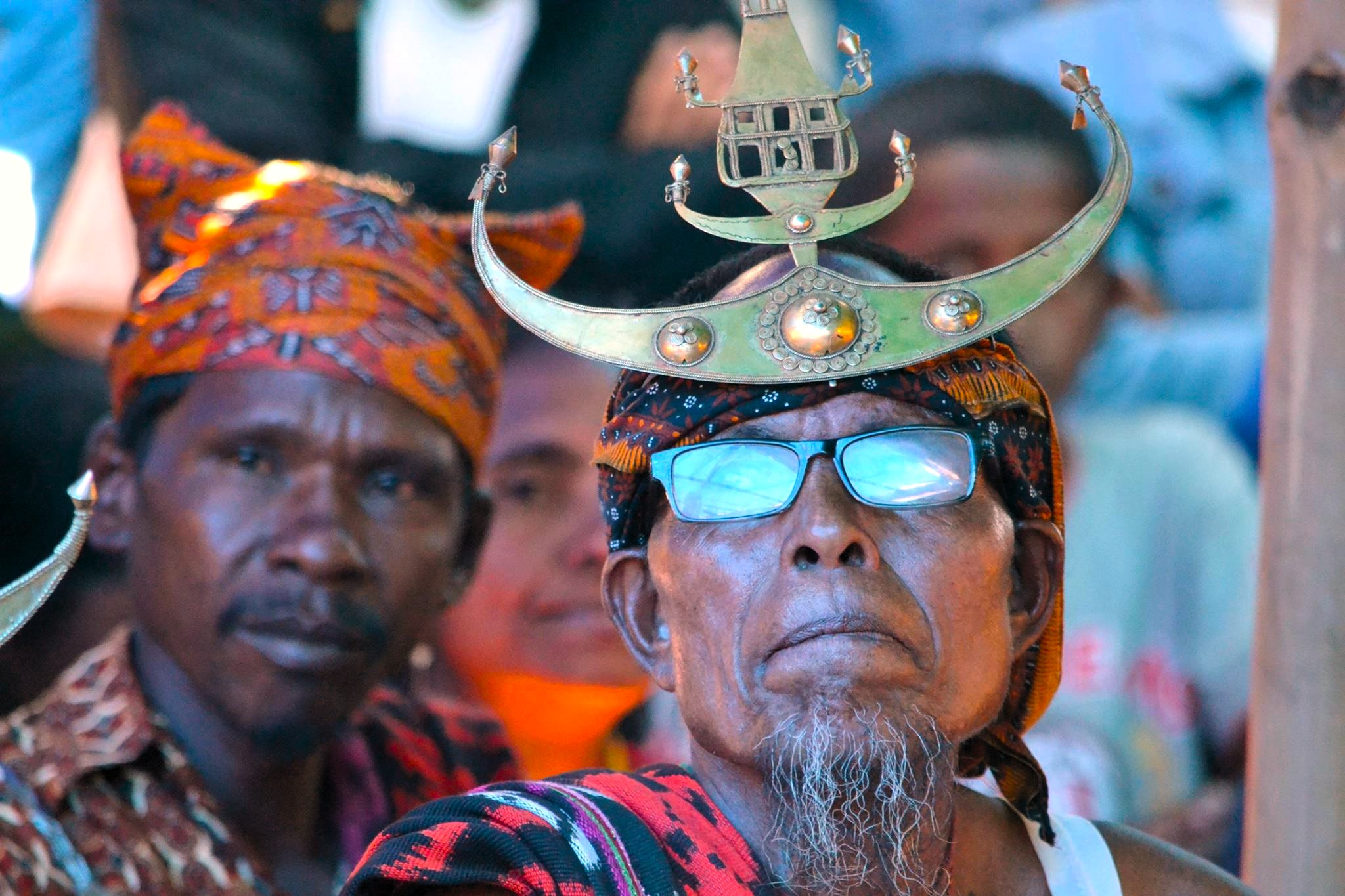
Dorfältester

Die Nachbarn Leber, Tapo und Oeleo haben eine langwährenden Konflikt hinter sich. Über Jahrzehnte kämpften die Männer der Gemeinden gegeneinander um Land und Grenzverläufe. Auch im Bürgerkrieg 1975 kam es zu Gewaltausbrüche zwischen ihnen. Tapo und Oeleo galten als Hochburgen der UDT und waren loyal zur portugiesischen Kolonialverwaltung. Leber galt als Zentrum der pro-indonesischen APODETI. Einwohner aus Tapo beschuldigen FRETILIN-Anhänger, sie hätten 1975 hunderte UDT-Anhänger nach Cova Lima und Westtimor vertrieben. Auch in Leber wurden im August 1975 von der FRETILIN, unterstützt von Einwohnern aus Tapo und Oeleo, hunderte Häuser niedergebrannt und die Bewohner mussten in die Berge fliehen.
Auch während der indonesischen Besatzungszeit (1975–1999) teilten sich die Dörfer zunächst in Unterstützer und Gegner der Indonesier. In Leber war eine Spezialeinheit der Streitkräfte Indonesiens stationiert, während in Tapo und Oeleo die FRETILIN Unterstützung fand. 1975/76 tötete die Indonesische Armee mehrere hundert Einwohner von Oeleo. Hunderte weitere Opfer gab es 1978/79 durch Hunger und Krankheiten. Etwa hundert Männer des Sucos wurden von der indonesischen Armee zwangsrekrutiert. 1986 starben vier Frauen infolge der Maßnahmen des indonesischen Familienplanungsprogramms. Ende der 1990er-Jahre schlossen sich etwa 80 Einwohner der Widerstandsbewegung gegen die Besatzer an, woraufhin viele Jugendliche unter Verdacht kamen, festgenommen und gefoltert wurden. Außerdem gab es Zwangsrekrutierungen zu den pro-indonesischen Milizen (Wanra). Jene die sich weigerten, wurden geschlagen und mit Messern verletzt. 1999 wurden mehrere Jugendliche in die Wanra Dadurus Merah Putih gepresst. Diese brannte in den Wochen vor dem osttimoresischen Unabhängigkeitsreferendum etwa 200 Häuser nieder, verwüsteten weitere und töteten sechs Personen. Viele Einwohner flohen vor und nach der Abstimmung in die Berge. Etwa 200 Familien wurden nach Bekanntgabe des Ergebnisses nach Atambua in Westtimor evakuiert. Dort starben etwa 50 Menschen an Krankheiten, eine wurde ermordet.
2003 wurde ein Treffen von Vertretern aus den drei Sucos organisiert. Das Zusammentragen der Geschehnisse machte ihnen klar, dass die politischen Bündnisse quer durch die Gemeinden gingen und alle drei unter den Konflikten litten. Durch das rituelle Treffen sollte eine friedliche Zukunft ermöglicht werden.

## Politik

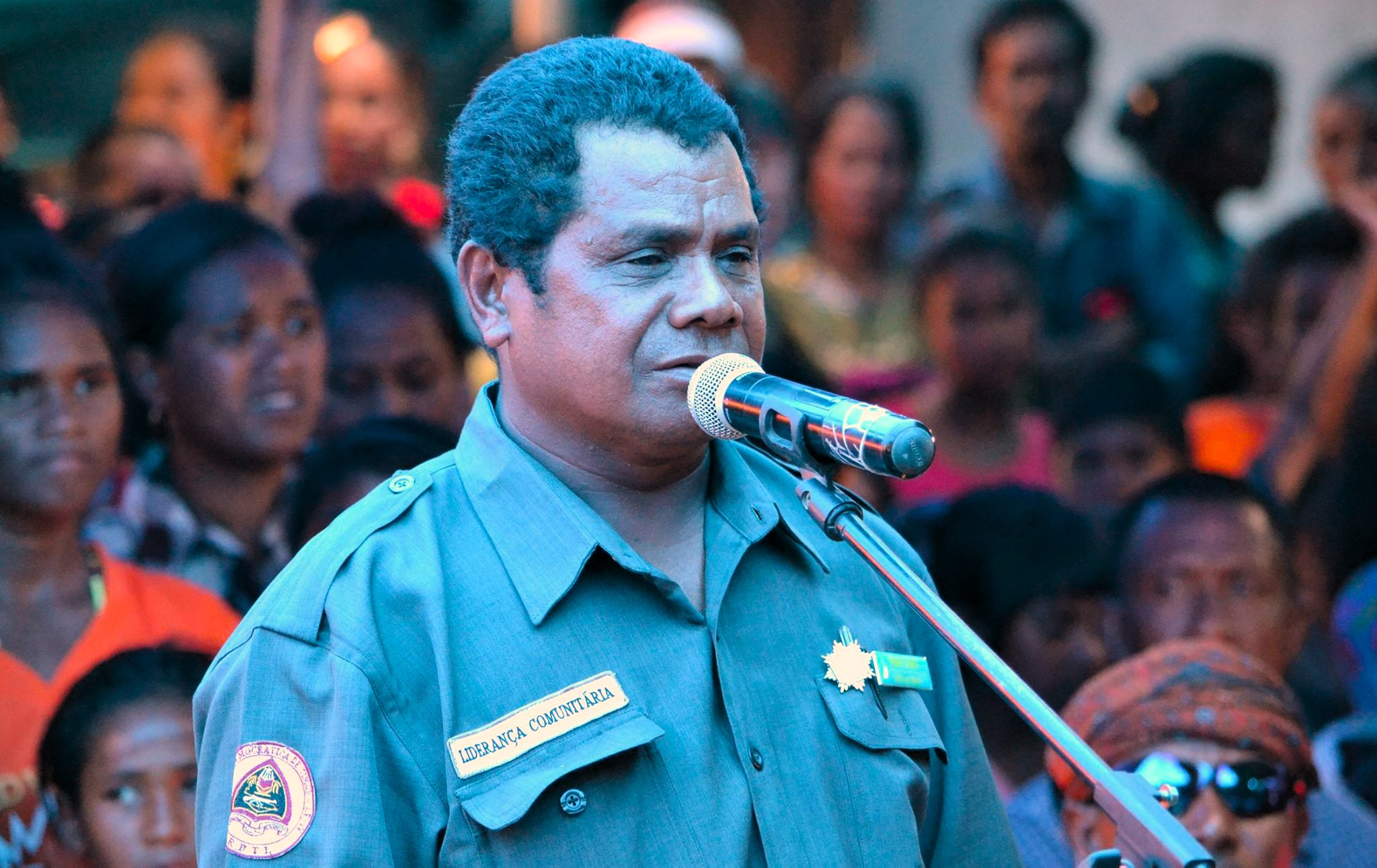
Manuel Soares (2016)

Bei den Wahlen von 2004/2005 wurde Manuel Soares zum Chefe de Suco gewählt und 2009 in seinem Amt bestätigt. Bei den Wahlen 2016 gewann Januario Meta Tae Bragança und wurde 2023 wiedergewählt.